# Titularbistum Uthina
Uthina  (ital.: Utina) ist ein Titularbistum der römisch-katholischen Kirche. Es geht zurück auf ein früheres Bistum in der römischen Provinz Zeugitana bzw. Africa proconsularis im heutigen nördlichen Tunesien. Das Bistum gehörte der Kirchenprovinz Karthago an.
| Titularbischöfe von Uthina |                                                                  | |                    |                   |
| Nr.                        | Name                                                             | Amt | von                | bis               |
| 1                          | Johann Franz Anton Reichsfreiherr von Sirgenstein                | Weihbischof in Konstanz (Habsburgermonarchie)                                                                                               | 23. September 1722 | 29. Januar 1739   |
| 2                          | Juan Manuel Rodríguez Castañón                                   | Weihbischof in Saragossa (Königreich Spanien)                                                                                               | 4. Mai 1739        | 20. März 1752     |
| 3                          | Mathieu Righet                                                   | Apostolischer Vikar von Alexandria (Ägypten)                                                                                                | 20. März 1815      | 1822              |
| 4                          | Timothy Casey                                                    | Koadjutorbischof von Saint John in America (Kanada)                                                                                         | 30. September 1899 | 25. März 1901     |
| 5                          | Damien Grangeon M.E.P.                                           | Apostolischer Vikar von Ost-Cochinchina (Französisch-Indochina)                                                                             | 9. Juni 1902       | 21. November 1933 |
| 6                          | Oscar Morin MAfr                                                 | Apostolischer Vikar von Navrongo (Goldküste)                                                                                                | 26. Februar 1934   | 6. April 1952     |
| 7                          | José Maria Cavallero                                             | Weihbischof in Salto (Uruguay) | 16. Juli 1952      | 20. Dezember 1955 |
| 8                          | José Bezerra Coutinho                                            | Weihbischof in Sobral (Brasilien) | 4. August 1956     | 28. Januar 1961   |
| 9                          | Giuseppe Vairo                                                   | Weihbischof in Cosenza (Italien) | 8. Juli 1961       | 19. Januar 1962   |
| 10                         | Jacques-Julien-Émile Patria                                      | Weihbischof in Beauvais-Noyon-Senlis (Frankreich)                                                                                           | 30. April 1962     | 3. August 1965    |
| 11                         | Felicissimo Stefano Tinivella OFM Titularerzbischof pro hac vice | Koadjutorerzbischof von Turin (Italien) | 18. September 1965 | 22. Februar 1967  |
| 12                         | Henry Joseph O’Brien Titularerzbischof pro hac vice              | Alterzbischof von Hartford (USA) | 20. November 1968  | 5. Januar 1971    |
| 13                         | Charles Amarin Brand                                             | 28. Dezember 1971 – 18. November 1976 Weihbischof in Fréjus-Toulon, 18. November 1976 – 30. Juli 1981 Weihbischof in Straßburg (Frankreich) | 28. Dezember 1971  | 30. Juli 1981     |
| 14                         | Domenico Amoroso SDB                                             | Weihbischof in Messina (Italien) | 2. September 1981  | 8. September 1988 |
| 15                         | William Joseph Winter                                            | Weihbischof in Pittsburgh (USA) | 21. Dezember 1988  |                   |